# Ob-Canyon
Koordinaten: 63° 12′ S, 93° 48′ O
Der Ob-Canyon ist ein Tiefseegraben in der Davis-See vor der Küste des ostantarktischen Königin-Marie-Lands.
Die Benennung erfolgte 1958 auf Vorschlag des sowjetischen Ozeanographen Wladimir Grigorjewitsch Kort (1913–1994) von der Akademie der Wissenschaften der UdSSR. Namensgeber ist der Eisbrecher Ob, der als Forschungsschiff sowjetischer Antarktisexpeditionen zwischen 1955 und 1976 im Einsatz war.